# Juan Pedro Aparicio Fernández
Juan Pedro Aparicio Fernández (Lleó, 11 de setembre de 1941) és un escriptor i periodista espanyol.

## Biografia
Va estudiar Batxillerat a la seva ciutat natal i Dret a la Universitat Complutense de Madrid i a la Universitat d'Oviedo. Va realitzar també alguns cursos de Periodisme a l'antiga Escola Oficial de Periodisme. Va viure durant uns quants anys a Anglaterra, on va ser director de l'Institut Cervantes de Londres.
Com a narrador es va donar a conèixer l'any 1975 amb el recull El origen del mono y otros relatos. Posteriorment va publicar diverses novel·les, com Lo que es del César (1981), El año del francés (1986), finalista del Premi Nacional de Literatura, Retratos de ambigú (Premi Nadal de 1988), La forma de la noche (1994), Malo en Madrid o el caso de la viuda polaca (1996), El viajero de Leicester (1997), La gran bruma (2001), El año del francés (2007), Tristeza de lo finito (2007) i Nuestros hijos volarán con el siglo (2013). És també autor de diversos llibres de contes, com La vida en blanco (2005, Premi Setenil) i La mitad del diablo (2006), entre d'altres.
La seva obra El Transcantábrico, crónica de un viaje en el tren «hullero» (1982) va inspirar la posada en marxa del tren turístic amb el mateix nom.
Juan Pedro Aparicio és autor d'un llibre anomenat Ensayo sobre las pugnas, heridas, capturas, expolios y desolaciones del viejo Reino, obra en la qual defensa una autonomia lleonesa (el lleonesisme) dins de l'Estat de les Autonomies del Regne d'Espanya. Va ser publicat el 1981 i reeditat el 1988 pel diari La Crónica de León. El 2010 va ser comissari de la Commemoració 1100è Aniversari del Regne de Lleó.
És amic personal dels seus paisans i coetanis Luis Mateo Díez i José María Merino, també escriptors, amb els quals ha participat en nombrosos filandones; junts van copublicar Cuentos del gallo de oro (2008).
És pare del també escriptor Juan Aparicio Belmonte.

## Obra

### Relat
- El origen del mono y otros relatos (1975)
- Cuentos del origen del mono (1989)
- Los guerreros y otros relatos (1991)
- La vida en blanco (2005)
- La mitad del diablo (2006)
- El juego del diábolo (2008)
- El origen del mono (2009)
- Asuntos de amor (2010)
- London Calling (2015)

### Novel·la
- Lo que es del César (1981)
- El año del francés (1986)
- Retratos de ambigú (1989)
- La forma de la noche (1994)
- Malo en Madrid o el caso de la viuda polaca (1996)
- El viajero de Leicester (1998)
- La gran bruma (2001)
- El año del francés (2007)
- Tristeza de lo finito (2007)
- Nuestros hijos volarán con el siglo (2013)

### No-ficció
- Ensayo sobre las pugnas, heridas, capturas, expolios y desolaciones del viejo Reino (1981).
- El Transcantábrico (1982).
- ¡Ah, de la vida! (1991).
- La mirada de la luna (Diez días entre los nietos de Mao) (1997).
- Qué tiempo tan feliz (2000). Memòries de l'autor.
- León (2003).
- El Transcantábrico (2007).
- La cuna del parlamentarismo (2014)
- Nuestro desamor a España (2016)

## Premis
- 1974: Premi Garbo de novel·la curta per El origen del mono.[8]
- 1979: Premi Guernica per Lo que es del César[9]
- 1988: Premi Nadal de novel·la per Retratos de ambigú[10]
- 2006: Premi Setenil al millor recull de contes per La vida en blanco[11]
- 2012: Premio Castilla y León de las Letras[12]
- 2016: Premi Internacional d'Assaig Jovellanos per Nuestro desamor a España: cuchillos cachicuernos contra puñales dorados